# Simmenhausen
Koordinaten: 51° 16′ 22″ N, 9° 14′ 56″ O
Simmenhausen war eine Dorfsiedlung in der heutigen Gemarkung von Balhorn, einem Ortsteil der Gemeinde Bad Emstal im nordhessischen Landkreis Kassel.

## Geographische Lage
Der Ort lag etwa 800 m östlich des ursprünglichen Ortskerns von Balhorn auf etwa 345 m Höhe im Bereich des heutigen Neubaugebiets „Am Distelberg“ am Oberlauf eines kleinen, nach Westen zum Spolebach entwässernden Bachs. Die dorthin führende Dorfstraße „Simmenhausen“ erinnert an das verschwundene Dorf.

## Geschichte
Nur sehr wenig ist zur Geschichte der kleinen Siedlung bekannt. Sie wurde im Jahre 1081 in einer Mainzer Urkunde erstmals erwähnt, laut der Erzbischof Siegfried I. dem im Jahre 1074 gegründeten Kloster Hasungen Besitz in „Simanneshusun“ bzw. „Simaneshusun“ bestätigte. Der Ort fiel wohl bereits im 14. oder 15. Jahrhundert wüst. Als das Salbuch des Hohen Hospitals Merxhausen 1557 und das Salbuch des Amts Gudensberg 1579 Abgabepflichten in „Simtehusen“ bzw. „Simmedehusen“ verzeichneten, waren dies nur noch Flurbezeichnungen. Die Feldmark des aufgegebenen Dorfs blieb noch bis in die zweite Hälfte des 19. Jahrhunderts bestehen; erst dann wurde sie in die Gemarkung von Balhorn eingegliedert, ebenso wie Teile der Gemarkungen von Gershausen, Holzkirchen und Schwalgenhausen.